# Campo Charro

Las zonas de arribes y de las sierras de Béjar, Francia y Gata son las que menos se identifican con la denominación de Campo Charro

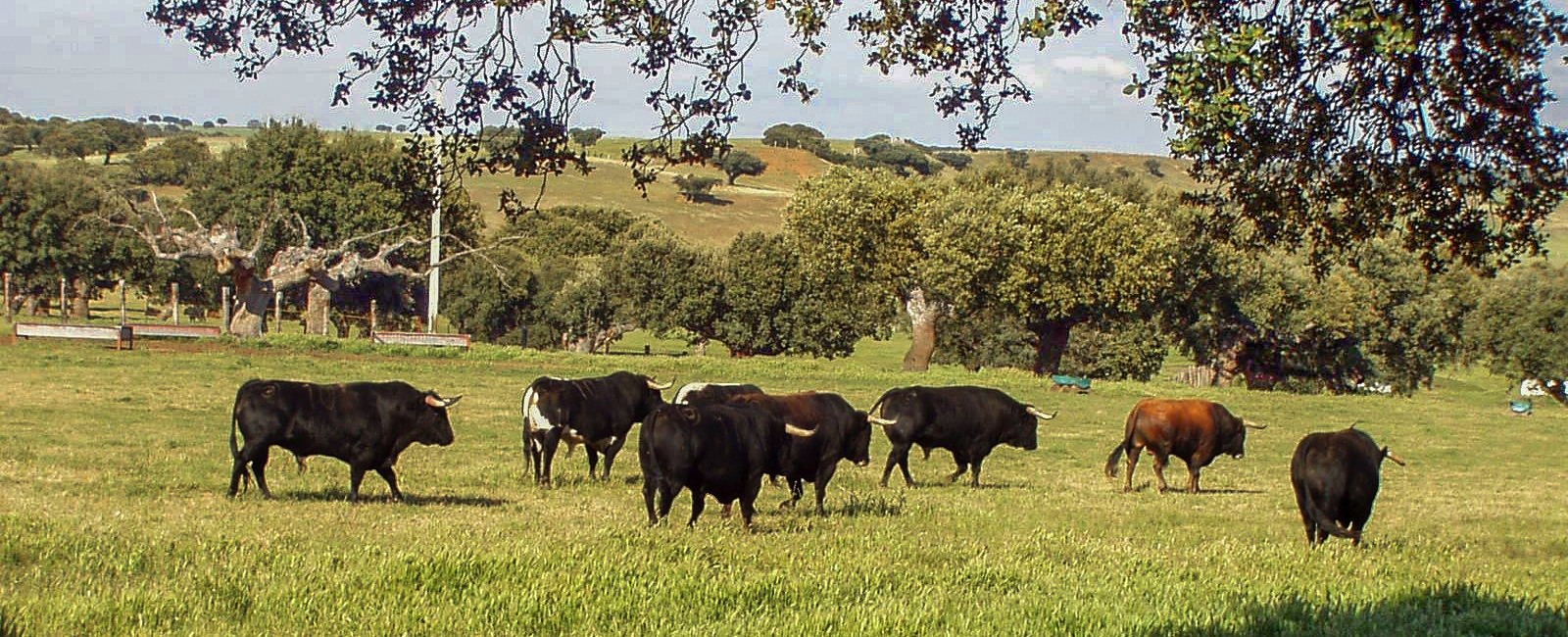
Toros de lidia en una dehesa

Campo Charro es el nombre bajo el que se conoce a una parte de la provincia de Salamanca, en la comunidad autónoma de Castilla y León, España. Muchas veces se confunde con el Campo de Salamanca, la comarca situada en el centro de este territorio. Antiguamente eran lo mismo, pero con los años el primer término se está utilizando para denominar a casi toda la provincia y es que aunque en la actualidad el gentilicio salmantino ha pasado a convertirse en sinónimo de charro, en el campo geográfico lo correcto es hablar de Campo Charro para referirse a la dehesa salmantina. A sus habitantes se les denomina Charros.

La parte occidental del Tormes puede dividirse en tres grandes zonas con características bien diferenciadas por terreno, paisaje y hábitat humano. Una meridional, serrana, con bosque caducifolio en franca regresión (castaño, tilo. Cerezo y jaras) que en los bajos valles ha dado paso a cultivos de vid principalmente; una zona media, o Campo Charro, zona de pastos de encinar sobre las plataformas graníticas o pizarrosas arrasadas por las rañas cuarcíticas y una zona baja de la Ribera erosionada y recortada por las arribes.
Geografía regional de España (1988), Solé Sabaris L. y Vilá Valenti J.

## Etimología
El término charro aparece documentado en 1627 como sinónimo de basto, tosco, aldeano o de mal gusto. Su origen puede estar en la palabra euskaldun txar, que significa defectuoso o débil. En la actualidad, Charro ha dejado de tener este significado para convertirse en el gentilicio popular del Campo Charro, la ciudad de Salamanca y la provincia de Salamanca. Charros son los salmantinos y todo lo que provenga de su provincia.

## Geografía
Su paisaje característico es la dehesa, un terreno llano o ligeramente ondulado con encinas y pastos en el que abundan las charcas y los pequeños arroyos. Son prados donde pueden verse reses de raza brava o morucha y cerdo ibérico pastando libremente entre las encinas. Algunas de las más famosas ganaderías de toros de lidia se encuentran en estas tierras.

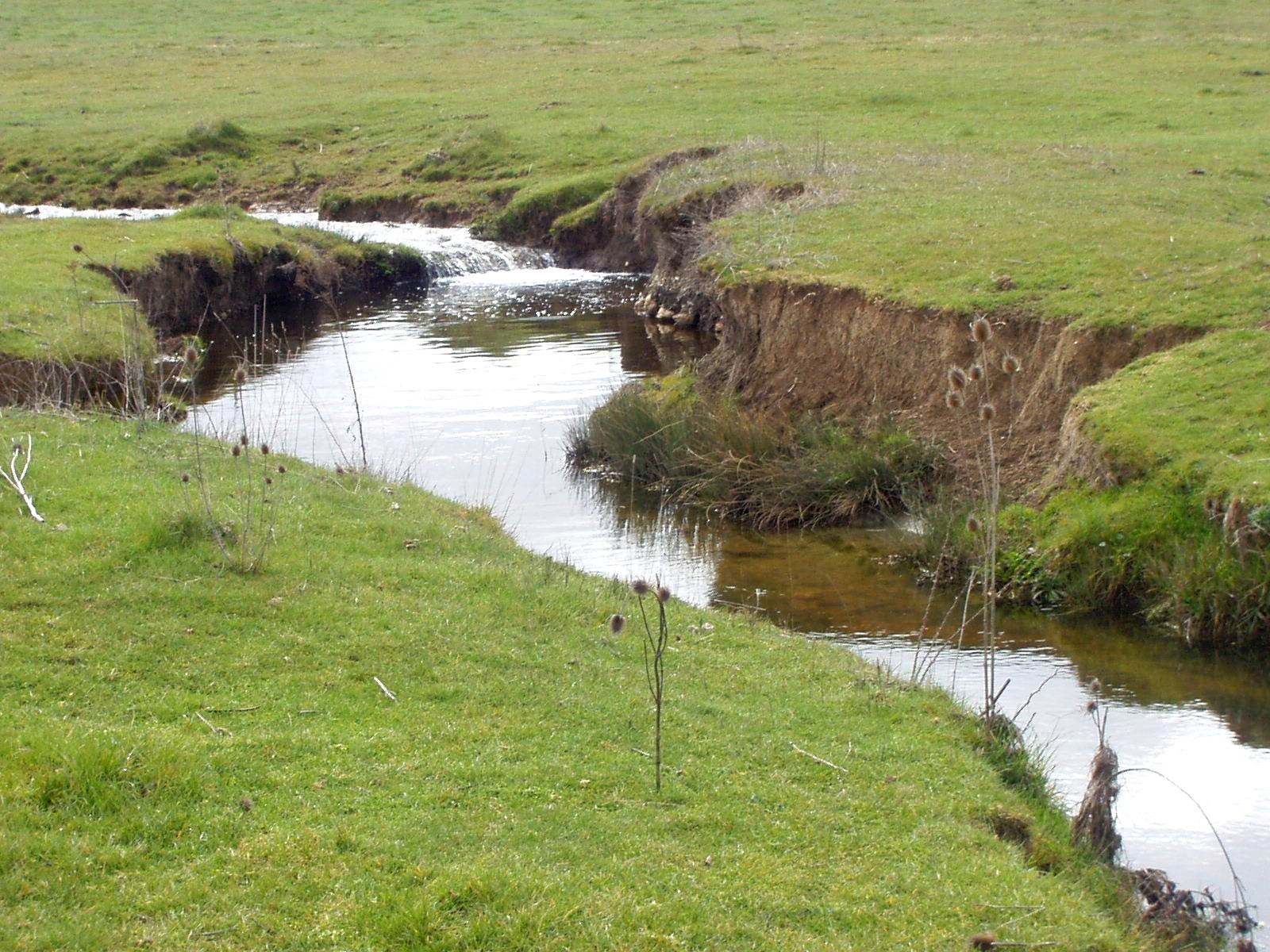
Arroyo característico
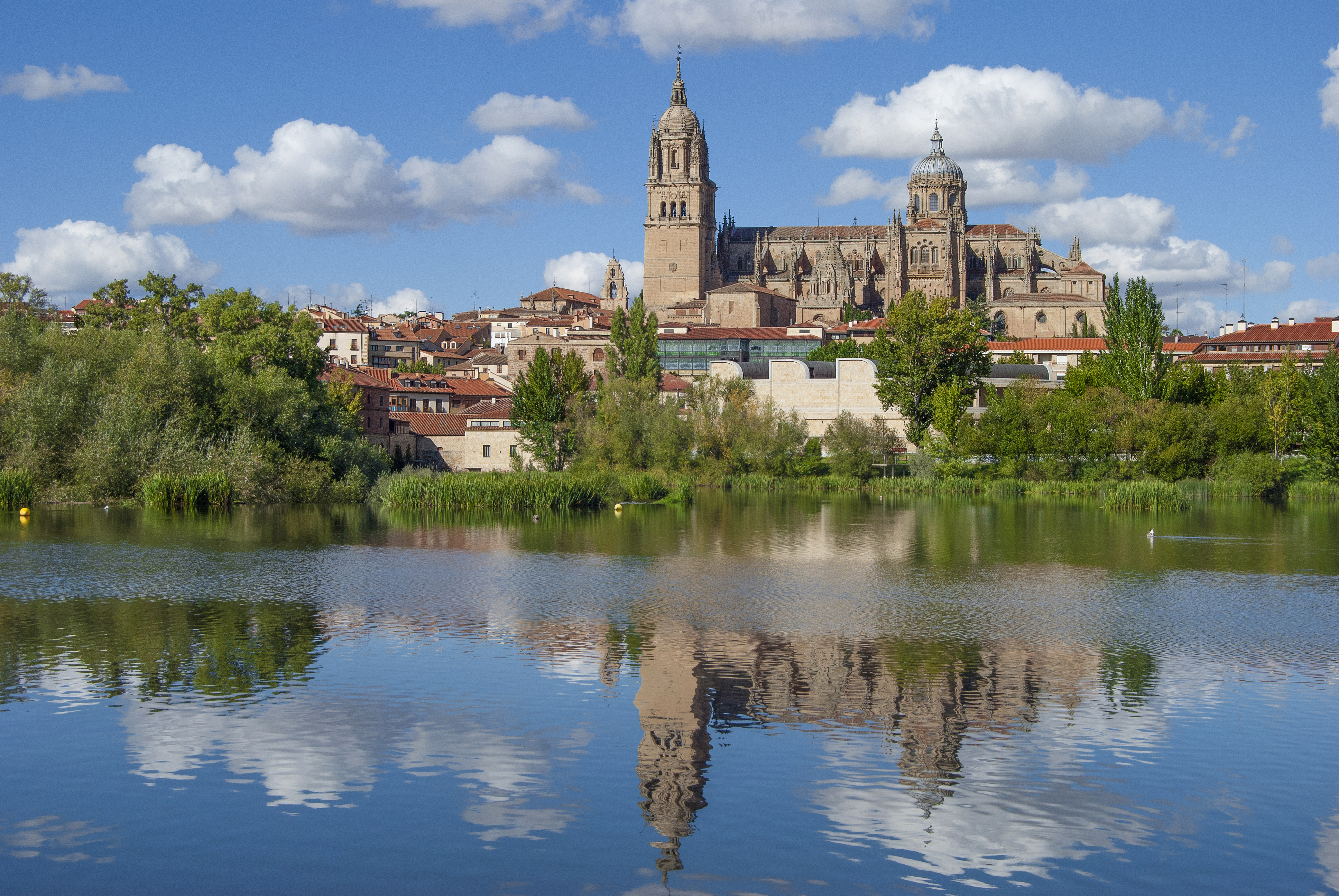
Salamanca y el Tormes
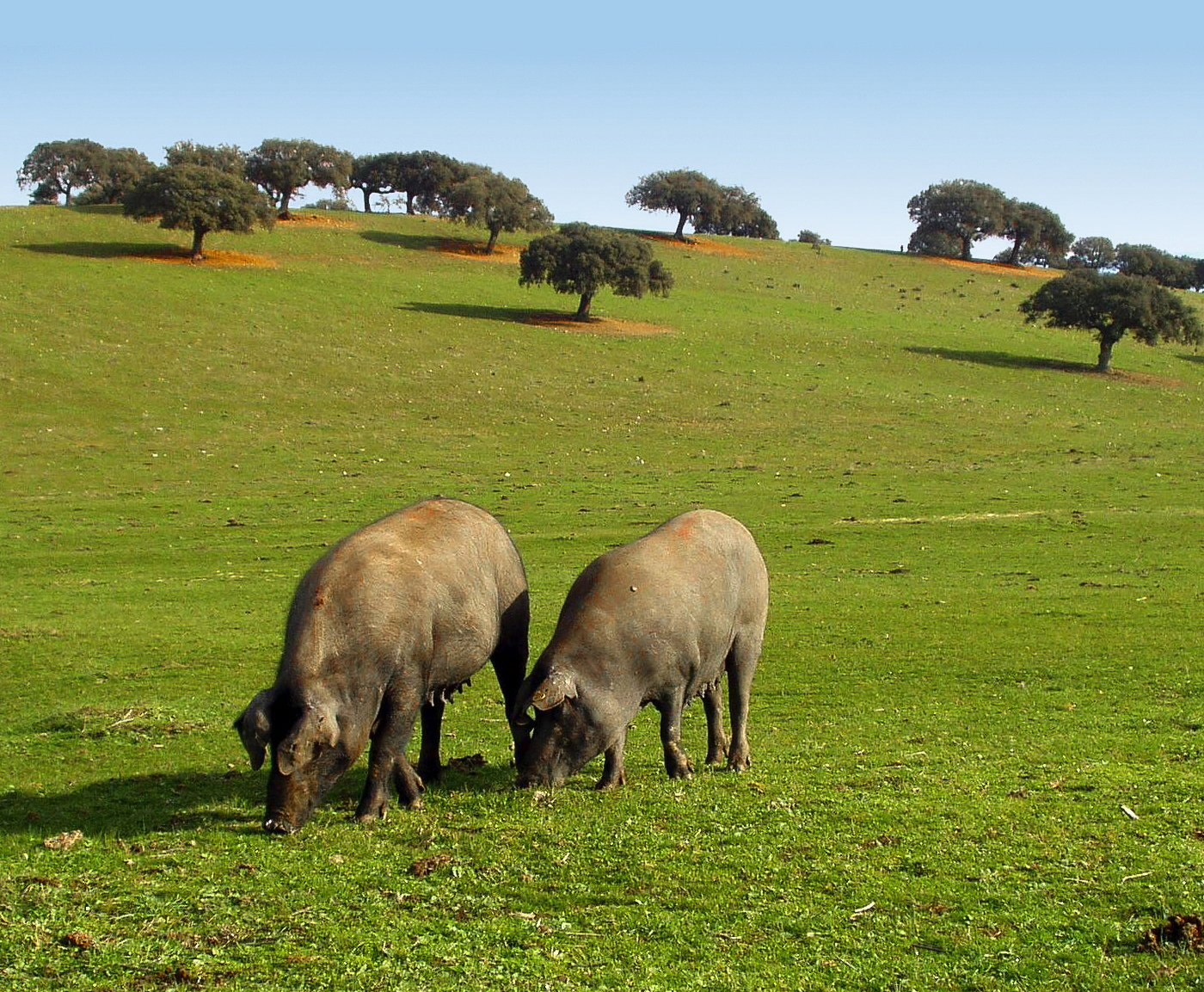
Cerdos y encinas
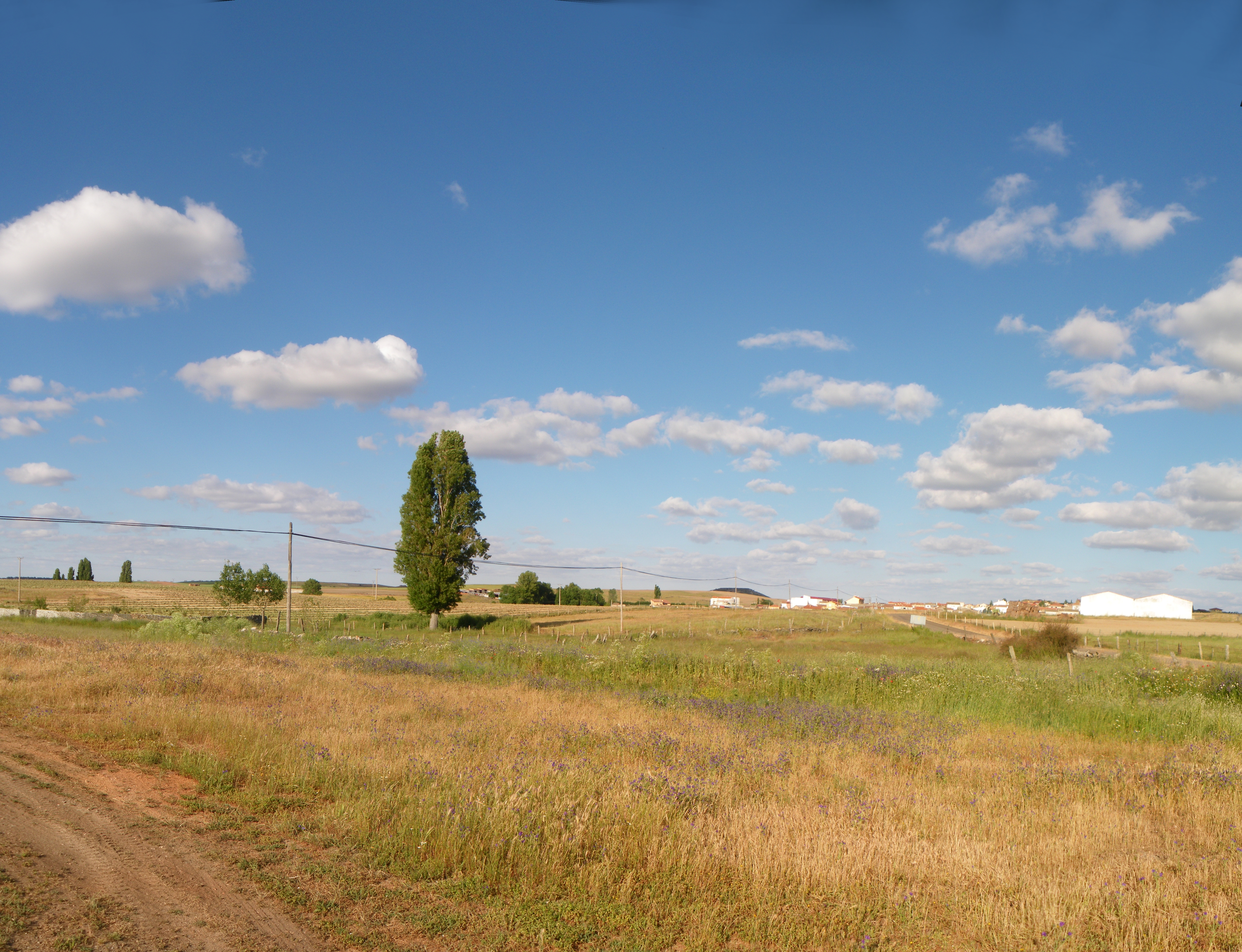
Campo de Arapiles
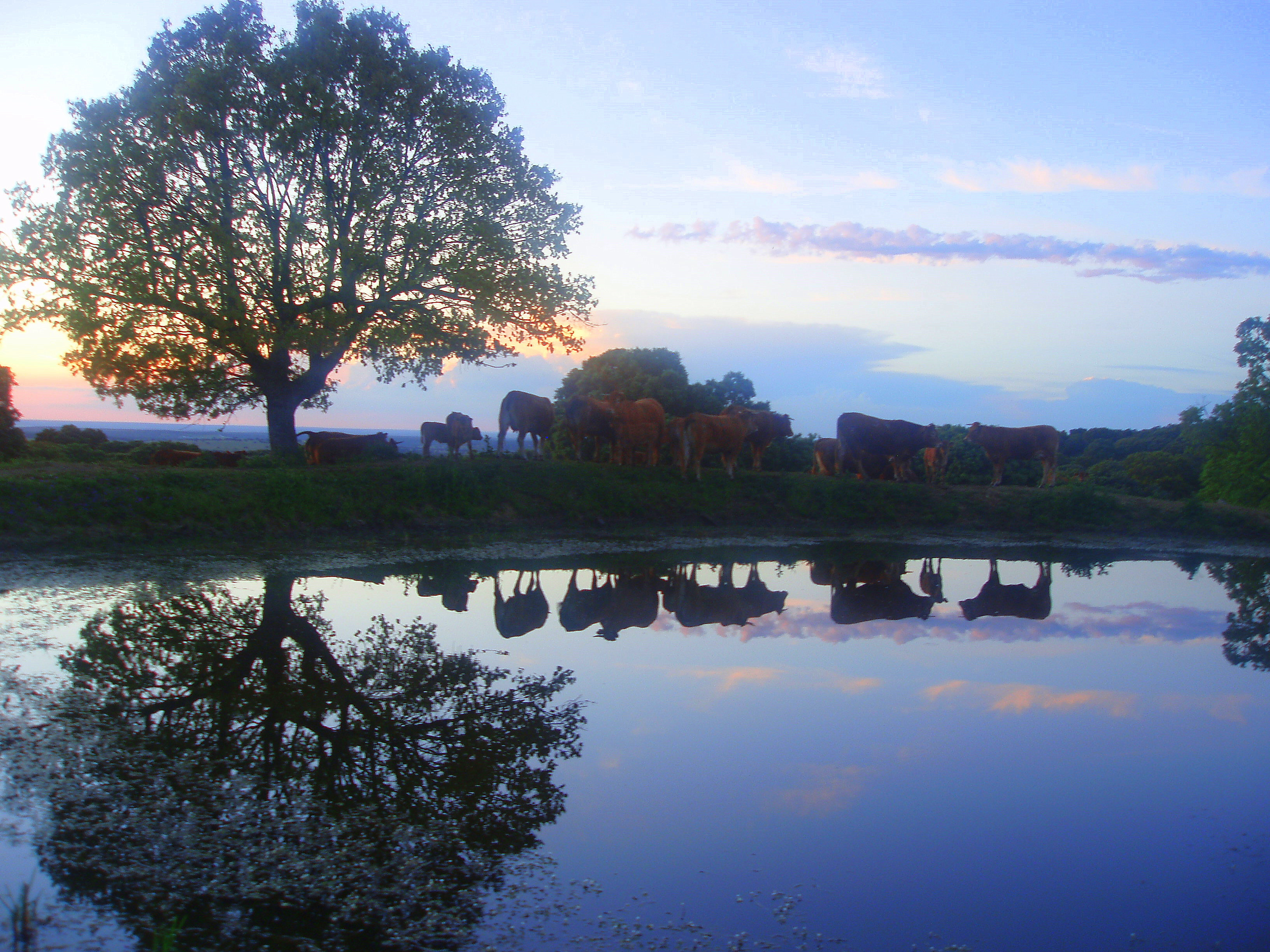
Charca al atardecer
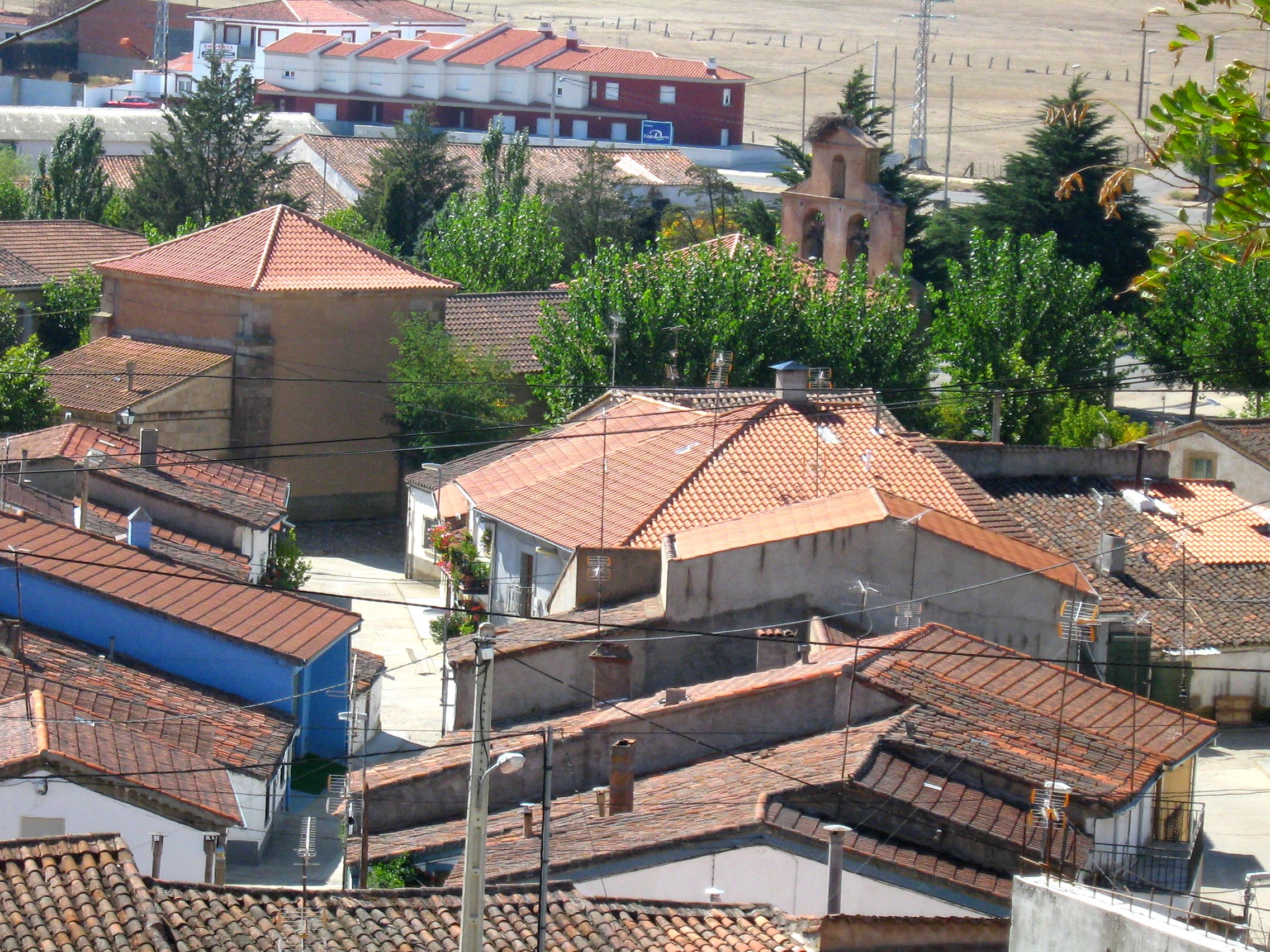
Pueblo de Matilla

## Cultura

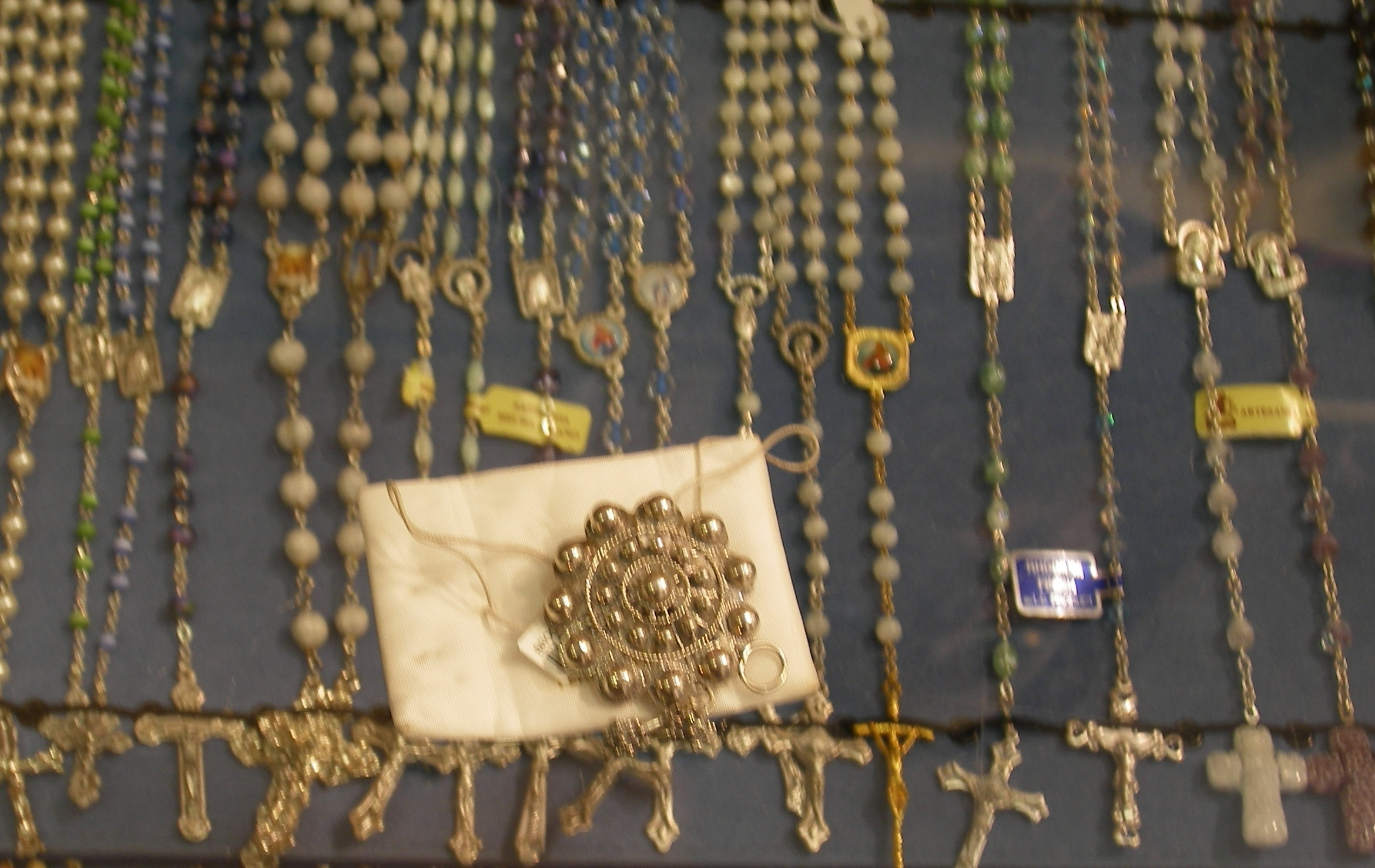
Un botón charro expuesto en un escaparate de una joyería de Salamanca (encima de la tela blanca)

### Botón charro
El botón charro es una joya perteneciente al folclore tradicional y popular de la provincia de Salamanca. Se usa como botón en la ropa tradicional charra aunque con los años se ha convertido en producto turístico y se encuentra fácilmente como llavero, abrebotellas, sujetalibros, etc.
Los orígenes del botón charro son extremadamente oscuros y de muy difícil explicación, existiendo varias teorías al respecto. Por su forma tradicional, hay quienes sostienen que es una deformación de un disco solar de carácter céltico o celtíbero y que pudo ser utilizado como ornamento o signo distintivo desde época del Alto Imperio, allá por los siglos II y I a. C.

## Campo de Salamanca
El Campo de Salamanca (también conocido como Campo Charro) es una comarca de la provincia de Salamanca, en Castilla y León, España. Sus límites no se corresponden con una división administrativa, sino con una demarcación histórico-tradicional y geográfica.
La ciudad de Salamanca es su capital. Limita con la Tierra de Vitigudino, la Tierra de Ledesma y La Armuña al norte, con Las Villas y la Tierra de Alba al este, con Entresierras, Salvatierra y la Sierra de Francia al sur, y con el Campo de Yeltes al oeste.
| Noroeste: Tierra de Vitigudino | Norte: Tierra de Ledesma | Nordeste: La Armuña y Las Villas    |
| Oeste: Campo de Yeltes         |                          | Este: Tierra de Alba                |
| Suroeste: Campo de Yeltes      | Sur: Sierra de Francia   | Sureste: Entresierras y Salvatierra |

Comprende 42 municipios: Aldeatejada, Aldehuela de la Bóveda, Arapiles, Barbadillo, Barbalos, Berrocal de Huebra, Buenamadre, Calvarrasa de Abajo, Calvarrasa de Arriba, Calzada de Don Diego, Canillas de Abajo, Carbajosa de la Sagrada, Carrascal de Barregas, Carrascal del Obispo, Doñinos de Salamanca, El Pino de Tormes, Florida de Liébana, Galindo y Perahuy, Garcirrey, La Sagrada, Las Veguillas, Machacón, Matilla de los Caños del Río, Miranda de Azán, Monterrubio de la Sierra, Morille, Mozárbez, Narros de Matalayegua, Parada de Arriba, Pelabravo, Pelarrodríguez, Robliza de Cojos, Salamanca, San Muñoz, San Pedro de Rozados, Sanchón de la Sagrada, Santa Marta de Tormes, Tamames, Tejeda y Segoyuela, Vecinos, Villagonzalo de Tormes y Villalba de los Llanos. También Muñoz pertenece a esta comarca aunque actualmente se incluye en el término municipal de La Fuente de San Esteban, que pertenece al Campo de Yeltes (Comarca de Ciudad Rodrigo).

## Historia

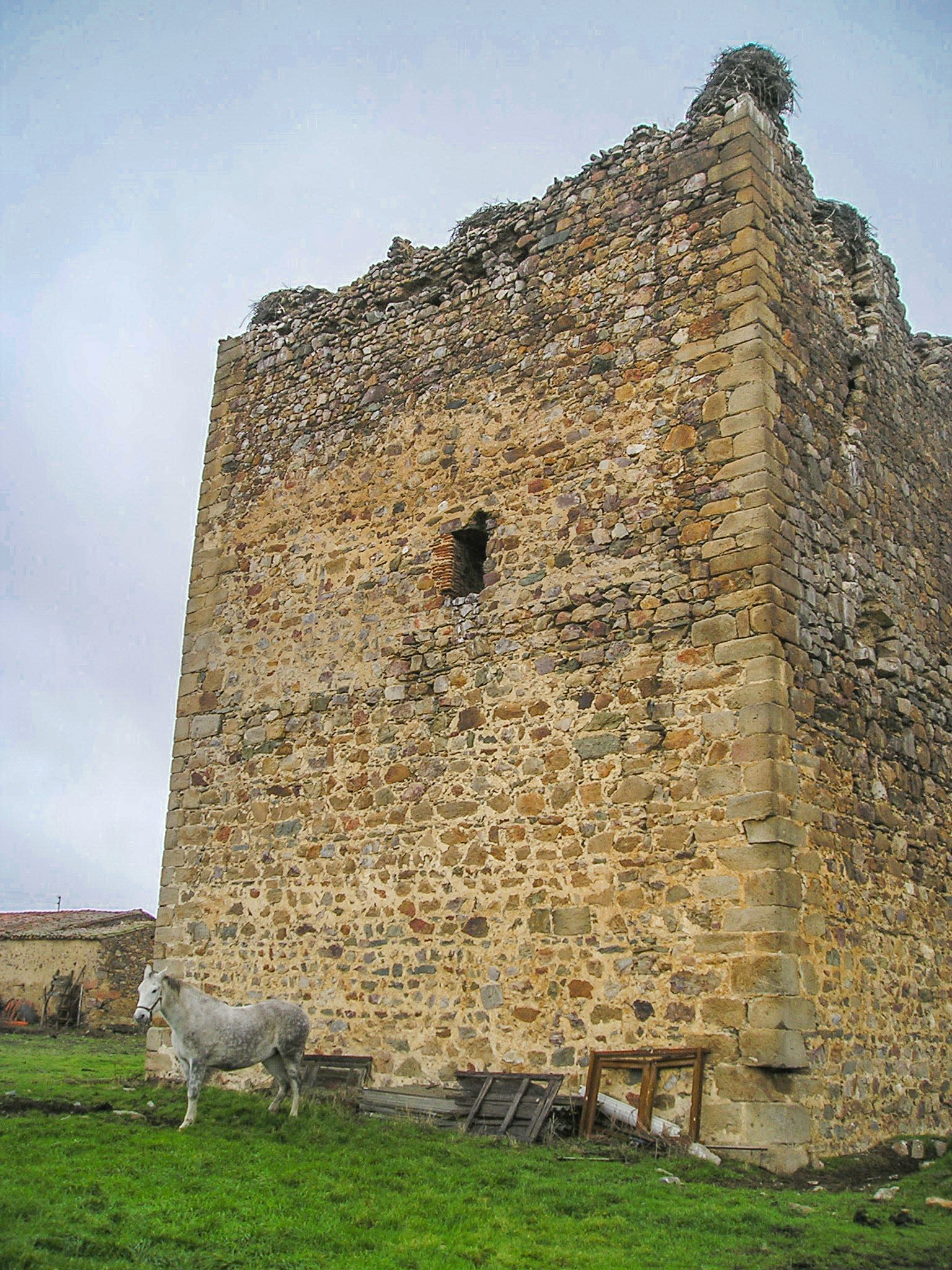
Torreón de Tamames, erigido por Ramiro II de León en el

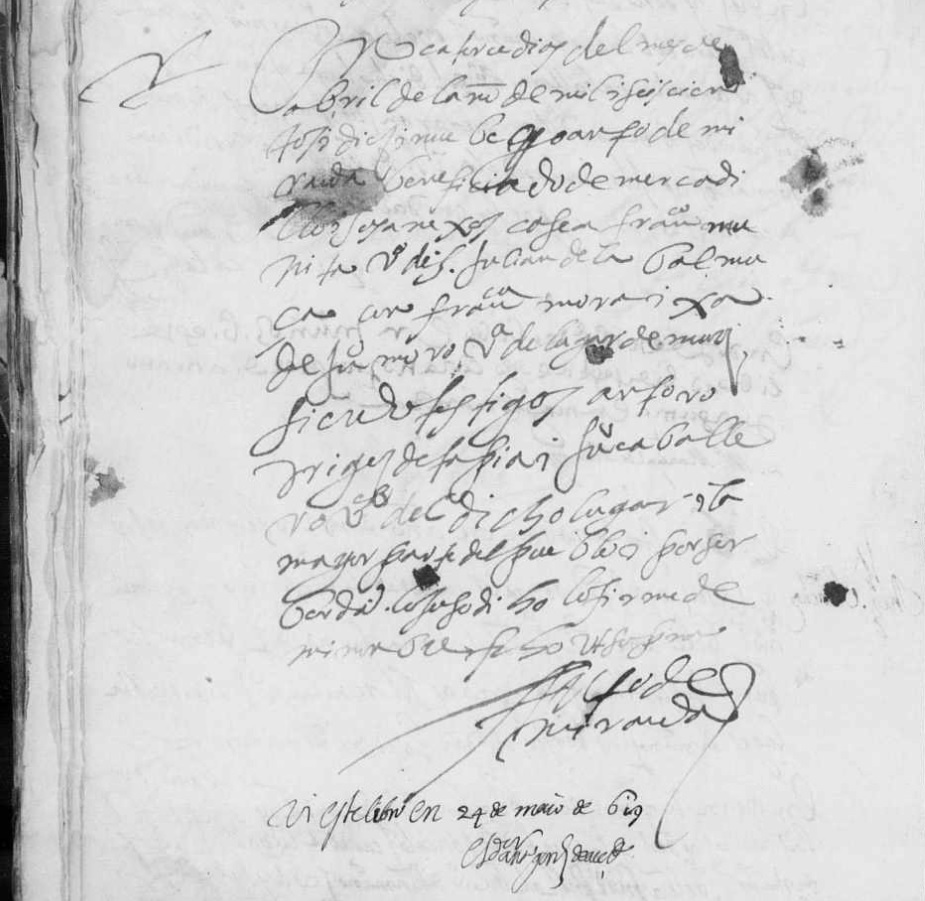
Acta matrimonial de 1619 en la que se cita San Julián de la Valmuza

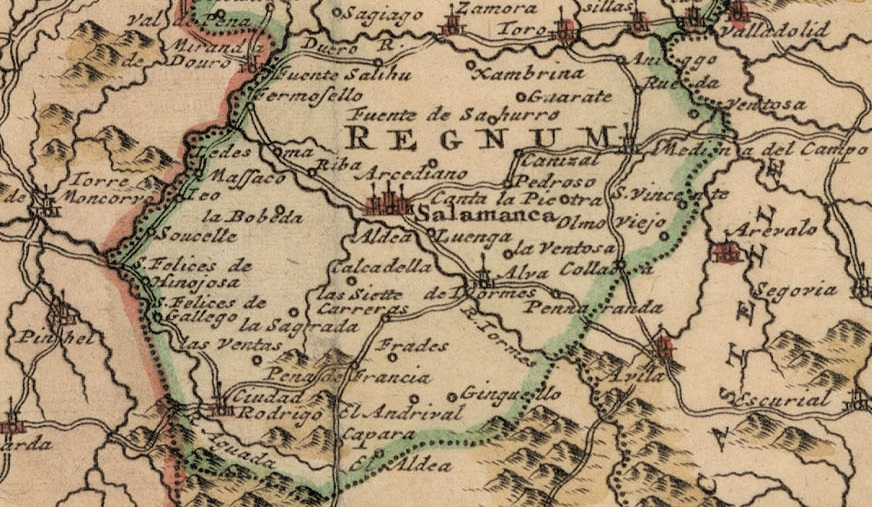
Detalle del mapa Nouvelle Carte d'Asturie, Galice et Leon, avec les grands chemins, de 1800, donde se puede observar La Sagrada o la propia ciudad de Salamanca

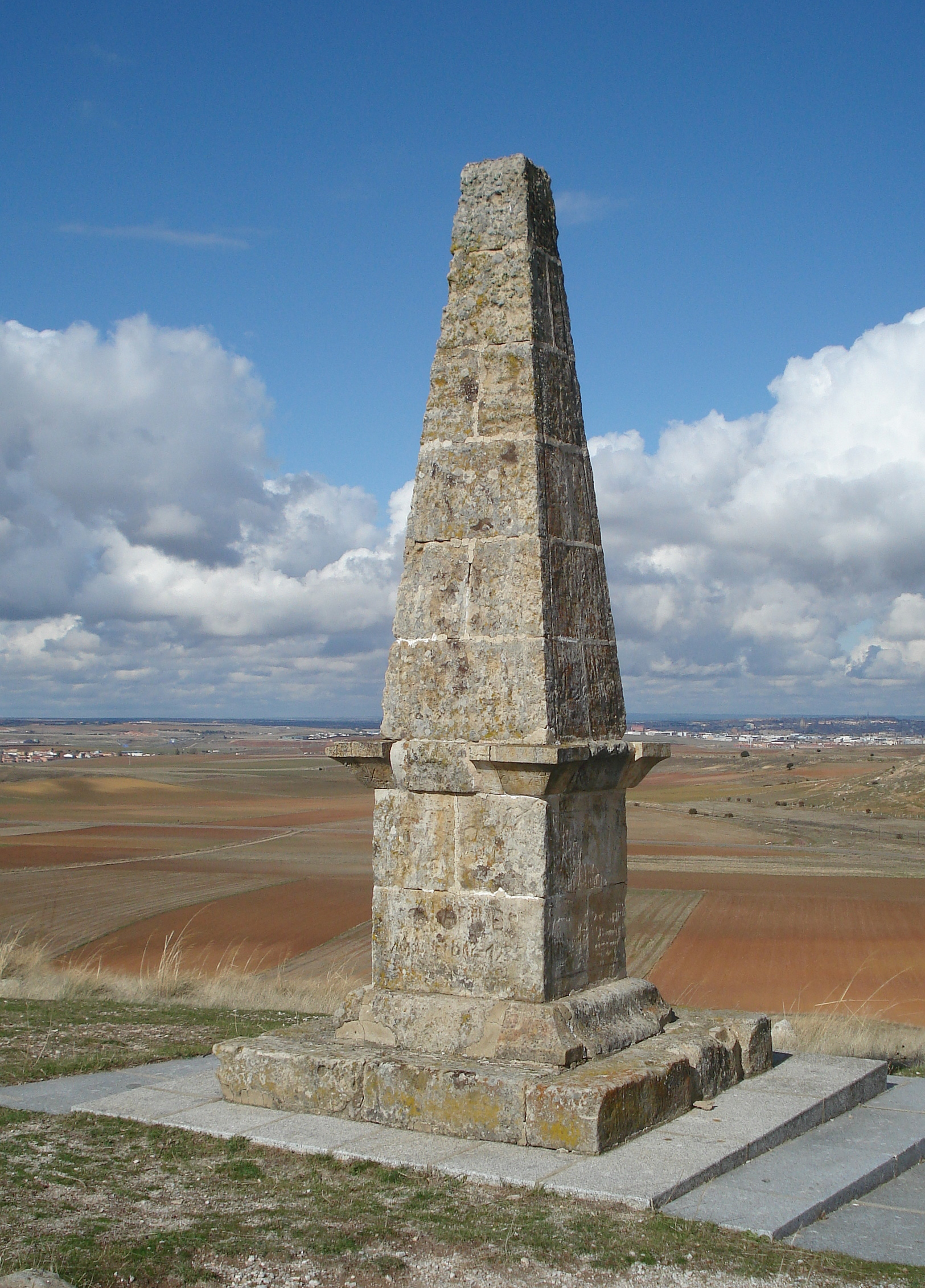
Monolito conmemorativo de la batalla de Arapiles

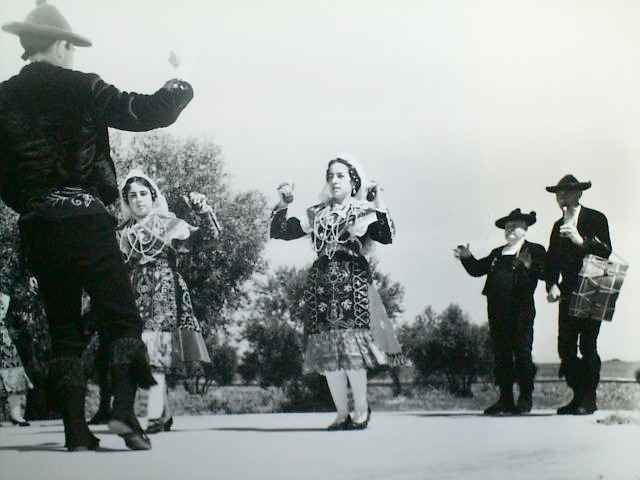
Personas bailando con el típico traje charro salmantino

### Prehistoria
El primer vestigio de vida en la comarca debe situarse en la prehistoria, período al que se deberían las construcciones de los monumentos megalíticos funerarios llamados dólmenes, como el de Linejo (en el municipio de Matilla de los Caños del Río), del que sucesivas campañas arqueológicas recuperaron diversos e importantes materiales. Asimismo, está demostrada la presencia de al menos cuatro monumentos megalíticos más en término de Galindo y Perahuy, concretamente dos dólmenes y dos cámaras en San Benito de la Valmuza, La Torrecilla, la Iglesia y Carrascalino. Por otro lado, los descubrimientos de útiles de piedra tallada de dicha época hallados en Tamames sitúan el asentamiento humano en este municipio en el paleolítico inferior. Asimismo, existen datos de asentamientos humanos en el territorio que hoy ocupa el municipio de Santa Marta de Tormes desde el Paleolítico. Concretamente, hay localizados varios asentamientos del periodo Achelense (500 000 a 100 000 a. C.) y del periodo Musteriense (100 000 a 40 000 a. C.), conociéndose también varios asentamientos neolíticos en esta localidad (3500 a 2000 a. C.).

### Época Vetona
Posteriormente, en época vetona, hay que señalar la conservación en Tamames de dos efigies en granito conocidas como cabezas cortadas, así como restos de los castros descubiertos cercanos al actual asentamiento de Tamames, y a los que habría que añadir los de la ciudad de Salamanca, en el límite entre el Campo Charro y la comarca de La Armuña.

### Época Romana
Más tarde, ya en época romana, puede confirmarse el asentamiento humano en la zona tanto en Salmántica (actual Salamanca), como en la zona rural de la comarca, dada la existencia en San Julián de la Valmuza de una importante villa romana de la que hoy se conservan aún mosaicos, columnas, sepulcros o vasijas, así como el propio paso de la Vía de la Plata por la parte oriental de la comarca.

### Edad Media
No obstante, la fundación de la mayoría de los poblaciones del Campo de Salamanca se remonta a los procesos repobladores acometidos por los reyes leoneses en la Edad Media, cuando la comarca quedó integrada la jurisdicción de Salamanca y el Reino de León, dividiéndose entre los cuartos de Peña del Rey, Baños, La Corvacera y la Valdobla. Directamente relacionados con el contexto de las repoblaciones medievales surgieron topónimos de localidades como Mozárbez o Narros (que indican la procedencia étnica de los repobladores, mozárabes y navarros) o aquellos derivados de quienes dirigieron la repoblación local, como Pelabravo o Pelarrodríguez. Asimismo, de los primeros momentos de la repoblación datarían las fortalezas de Carpio-Bernardo y Tamames, siendo esta última del reinado de Ramiro II de León, que acometió una primera repoblación de la ciudad de Salamanca.
Por otro lado, en esta comarca tuvo lugar en 1162 la batalla de la Valmuza, en que el rey Fernando II de León derrotó a las tropas concejiles salmantinas, levantadas contra este por su decisión de crear el concejo de Ledesma y darle fueros, así como hacer lo propio con Ciudad Rodrigo, a la que convirtió en diócesis. El descontento salmantino se basaba en que los territorios que otorgaba el rey a Ledesma y Ciudad Rodrigo eran administrados hasta entonces por la ciudad de Salamanca, que veía reducida su jurisdicción de esta manera, en beneficio de ledesminos y civitatenses. La decisión de Fernando II, en todo caso, se veía sostenida en la necesidad de tener dos villas o ciudades leonesas más cercanas a la frontera con Portugal, entonces en confrontación con el Reino de León, para poder hacer frente mejor a los ataques del reino vecino.
Este mismo monarca creó precisamente en el año 1167 el Señorío de Buenamadre, que otorgó al alcaide de Salamanca, Miguel Sexmiro, mientras que en el año 1284 Tamames fue entregado en calidad de señorío a Alfonso Godínez y, ya en 1355, Pedro I el Cruel creó el Señorío de Tejeda en favor de Alfonso Pérez de Tejeda.

### Edad Moderna
Posteriormente, entre el 10 y el 13 de noviembre de 1543, permanecieron en Aldeatejada el futuro rey Felipe II de España y María Manuela de Portugal, que se esposaron dos días más tarde en la ciudad de Salamanca.
Ya en el siglo XVII, un acontecimiento trágico sacudió la parte norte del Campo de Salamanca, cuando el río Tormes se desbordó en la conocida como Riada de San Policarpo, en 1626, destruyendo parte de las localidades ribereñas, como la propia ciudad de Salamanca (donde fallecieron 142 personas, y destruyó más de un millar de edificios), o Aldeatejada (donde quedaron destruidas tres casas, viéndose la iglesia seriamente afectada).

### Edad Contemporánea
Ya en la Edad Contemporánea, la Guerra de Independencia, tuvo lugar en la comarca un hecho decisivo para el desenlace de la misma. Y es que el 22 de julio de 1812, en los cerros que hay en las inmediaciones de Arapiles, se dio la importante batalla de Arapiles, en la que las tropas aliadas, españolas, inglesas y portuguesas, mandadas por el duque de Wellington, vencieron a las francesas comandadas por Auguste Marmont. Precisamente el general Wellington había utilizado las edificaciones de San Julián de la Valmuza como cuadras, en vísperas de la batalla de Arapiles. Asimismo, previamente, en octubre de 1809, ya había tenido lugar en la parte sur de la comarca la batalla de Tamames.
Posteriormente, con la creación de las actuales provincias en 1833, la comarca quedó encuadrada íntegramente en la provincia de Salamanca, dentro de la Región Leonesa.
Más tarde, durante la Guerra civil española, estuvo operativo en la comarca el aeródromo de San Fernando, en el paraje de Campo del Hospicio, que prestó servicio al bando sublevado y fue abandonado una vez finalizada la guerra. Por su importancia histórica, hay que destacar que en septiembre de 1936, en el Campo del Hospicio de la finca de San Fernando (en el término de Robliza de Cojos), se nombró jefe del Estado al general Franco.
Ya en la segunda mitad del siglo XX, el 18 de diciembre de 1965, tuvo lugar el accidente ferroviario más grave ocurrido en la comarca, cuando el Sudexpreso que cubría la ruta Irún-Lisboa chocó frontalmente con el ómnibus/correo número 1802, procedente de Fuentes de Oñoro y con destino a Medina del Campo a la altura de la estación de la pedanía de Villar de los Álamos (en el municipio de Aldehuela de la Bóveda), saldándose el accidente con 34 fallecidos y más de 50 heridos.

## Demografía
La mayor parte de la población de la comarca se concentra en el extremo noreste de la misma, en torno a la ciudad de Salamanca y los municipios de la comarca que forman parte del área metropolitana salmantina. El resto del Campo Charro posee una densidad de población mucho más baja, contando con numerosas dehesas con alquerías, y dándose en multitud de pueblos de la comarca la similitud de que han visto reducida su población por la emigración a las ciudades a finales del siglo XX.

## Transporte
Los principales ejes de comunicación de la comarca son, por carretera, la autovía A-62 (o Autovía de Castilla) y la carretera N-620 (o carretera de Burgos a Portugal por Salamanca), que atraviesan la comarca en diagonal de noreste a suroeste. Asimismo, por ferrocarril la Línea Medina del Campo-Vilar Formoso (o línea 120) cruza la comarca en el mismo sentido.